# Allichamps
Allichamps is een gemeente in het Franse departement Haute-Marne in de regio Grand Est en telt 385 inwoners (2004).
De plaats maakt deel uit van het arrondissement Saint-Dizier en sinds 22 maart 2015 van het op die dag gevormde kanton Saint-Dizier-1 nadat het werd overgeheveld van het kanton Wassy.

## Geografie
De oppervlakte van Allichamps bedraagt 2,7 km², de bevolkingsdichtheid is 142,6 inwoners per km².
De onderstaande kaart toont de ligging van Allichamps met de belangrijkste infrastructuur en aangrenzende gemeenten.

## Demografie
Onderstaande figuur toont het verloop van het inwonertal (bron: INSEE-tellingen).